# Hubert Van Innis
Gerard Theodor Hubert Van Innis (24 de febrero de 1866-25 de noviembre de 1961) fue un deportista belga que compitió en tiro con arco, en la modalidad de arco recurvo.
Participó en dos Juegos Olímpicos de Verano en los años 1900 y 1920, obteniendo un total de diez medallas: dos oros y dos platas en París 1900 y cuatro oros y dos platas en Amberes 1920. Ganó tres medallas en el Campeonato Mundial de Tiro con Arco al Aire Libre entre los años 1933 y 1935.

## Palmarés internacional
| Juegos Olímpicos                 | Juegos Olímpicos      | Juegos Olímpicos | Juegos Olímpicos             |
| Año                              | Lugar                 | Medalla          | Prueba                       |
| -------------------------------- | --------------------- | ---------------- | ---------------------------- |
| 1900                             | París (Francia)       | Medalla de oro   | Au cordon doré 33 m          |
| 1900                             | París (Francia)       | Medalla de oro   | Au chapelet 33 m             |
| 1900                             | París (Francia)       | Medalla de plata | Au cordon doré 50 m          |
| 1900                             | París (Francia)       | Medalla de plata | Campeonato del Mundo         |
| 1920                             | Amberes (Bélgica)     | Medalla de oro   | Pichón móvil 28 m individual |
| 1920                             | Amberes (Bélgica)     | Medalla de oro   | Pichón móvil 33 m individual |
| 1920                             | Amberes (Bélgica)     | Medalla de oro   | Pichón móvil 33 m por equipo |
| 1920                             | Amberes (Bélgica)     | Medalla de oro   | Pichón móvil 50 m por equipo |
| 1920                             | Amberes (Bélgica)     | Medalla de plata | Pichón móvil 50 m individual |
| 1920                             | Amberes (Bélgica)     | Medalla de plata | Pichón móvil 28 m por equipo |
| Campeonato Mundial al Aire Libre |                       |                  |                              |
| Año                              | Lugar                 | Medalla          | Prueba                       |
| 1933                             | Londres (Reino Unido) | Medalla de oro   | Equipo                       |
| 1934                             | Båstad (Suecia)       | Medalla de plata | Equipo                       |
| 1935                             | Bruselas (Bélgica)    | Medalla de plata | Equipo                       |